# Мирзабаев, Нурмат Нарманович
Нурмат Нарманович Мирзабаев (каз. Нұрмат Нарманұлы Мирзабаев; род. 11 ноября 1972, Джамбул) — казахстанский футболист, защитник; тренер.

## Карьера

### Клубная
Воспитанник жамбылской школы футбола. Профессиональная карьера Мирзабаева началась в 1994 году в футбольном клубе «Тараз», где он провёл три сезона. C этим клубом он побеждает в чемпионате Казахстана сезона 1996 года. После этого в 1998 году он переходит в другой казахстанский клуб из Павлодара «Иртыш».
В павлодарской команде Нурмат Мирзабаев провёл один сезон и перешёл в петропавловский «Аксесс-Есиль». Данный клуб в течение своей истории переименовывался несколько раз, и во время изменения названия в «Есиль-Богатырь» Мирзабаев также был в составе этой команды.
Однако по окончании сезона 2001 он вернулся в «Иртыш», где провёл ещё один сезон. С этой командой он снова выиграл в чемпионате Казахстана 2002 года. В 2003 году подписывает контракт с «Актобе» из одноимённого города на один год.
В 2004 году переходит в «Тараз», где завершает свою карьеру в 2005 году.
В 2014 году был назначен исполняющим обязанности главного тренера «Тараза».

### В сборной
Дебютировал в сборной Казахстана в 1998 году. В общей сложности Мирзабаев сыграл 16 матчей.

## Достижения
«Тараз»
- Чемпион Казахстана: 1996
- Обладатель кубка Казахстана 2004

«Иртыш»
- Чемпион Казахстана: 2002

«Есиль-Богатырь»
- Бронзовый призёр чемпиона Казахстана: 2001